# ナバロ郡 (テキサス州)
ナバロ郡（英: Navarro County）は、アメリカ合衆国テキサス州の中央部北に位置する郡である。2010年国勢調査での人口は47,735人であり、2000年の45,124人から5.8%増加した。郡庁所在地はコーシカナ市（人口23,770人）であり、同郡で人口最大の都市でもある。郡名はテキサス革命でテハーノの指導者となり、テキサス独立宣言に署名したホセ・アントニオ・ナバロに因んで名付けられた。
ナバロ郡はその全体でコーシカナ小都市圏を構成している。

## 歴史

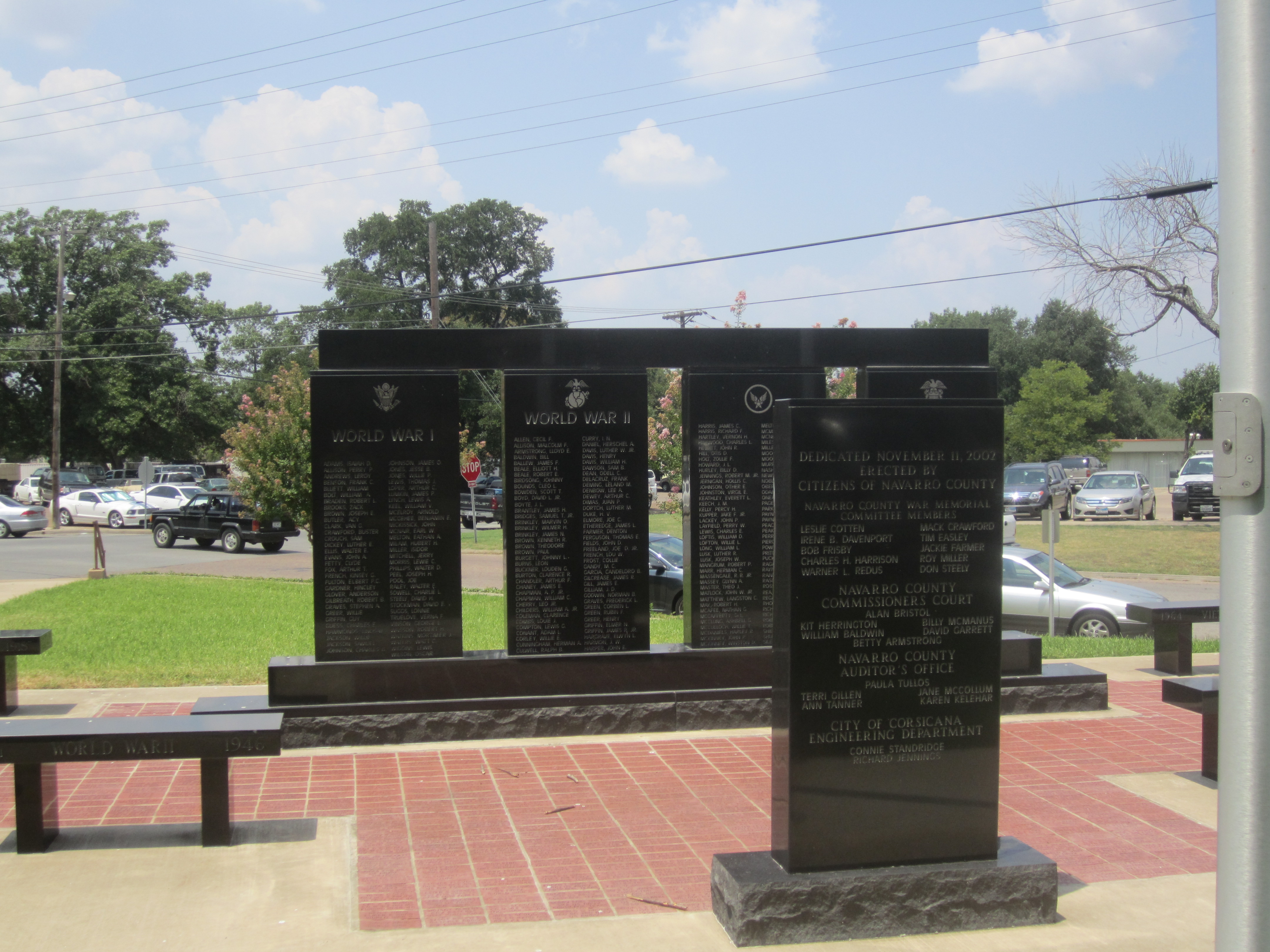
コーシカナ市のナバロ郡庁舎前の退役軍人記念碑

1860年、エイブラハム・リンカーンが大統領に当選した後、ナバロ郡は抗議のために郡庁舎からアメリカ国旗を降ろし、テキサス州旗を掲揚した。1861年初期、ナバロ郡から450名ほどの者達が新設南軍に入隊した。その中から2人、すなわちロジャー・O・ミルズとクリントン・M・ウィンクラーが傑出した士官になった。ウィンクラーは南軍の大佐となり、テキサス州南西部のウィンクラー郡にその名前を残した。ナバロ郡議会は、武器弾薬の資金手当を行い、兵士の家族の支援も決めた。
戦中の1861年7月にはコーシカナ周辺の志願兵からなる87名の南軍歩兵で、ナバロ・ライフル隊が結成された。ナバロ郡の設立者クリントン・M・ウィンクラーが当初の隊長になった。この部隊はドレスデン、スプリングヒル、さらに後にはウェーコやハリスバーグで訓練を行った。ナバロ・ライフル隊はテキサス第4志願歩兵連隊の第1中隊になった。1861年9月、この部隊はバージニア州リッチモンドに到着し、ジョン・ベル・フッド将軍の指揮下に置かれた。

## 地理

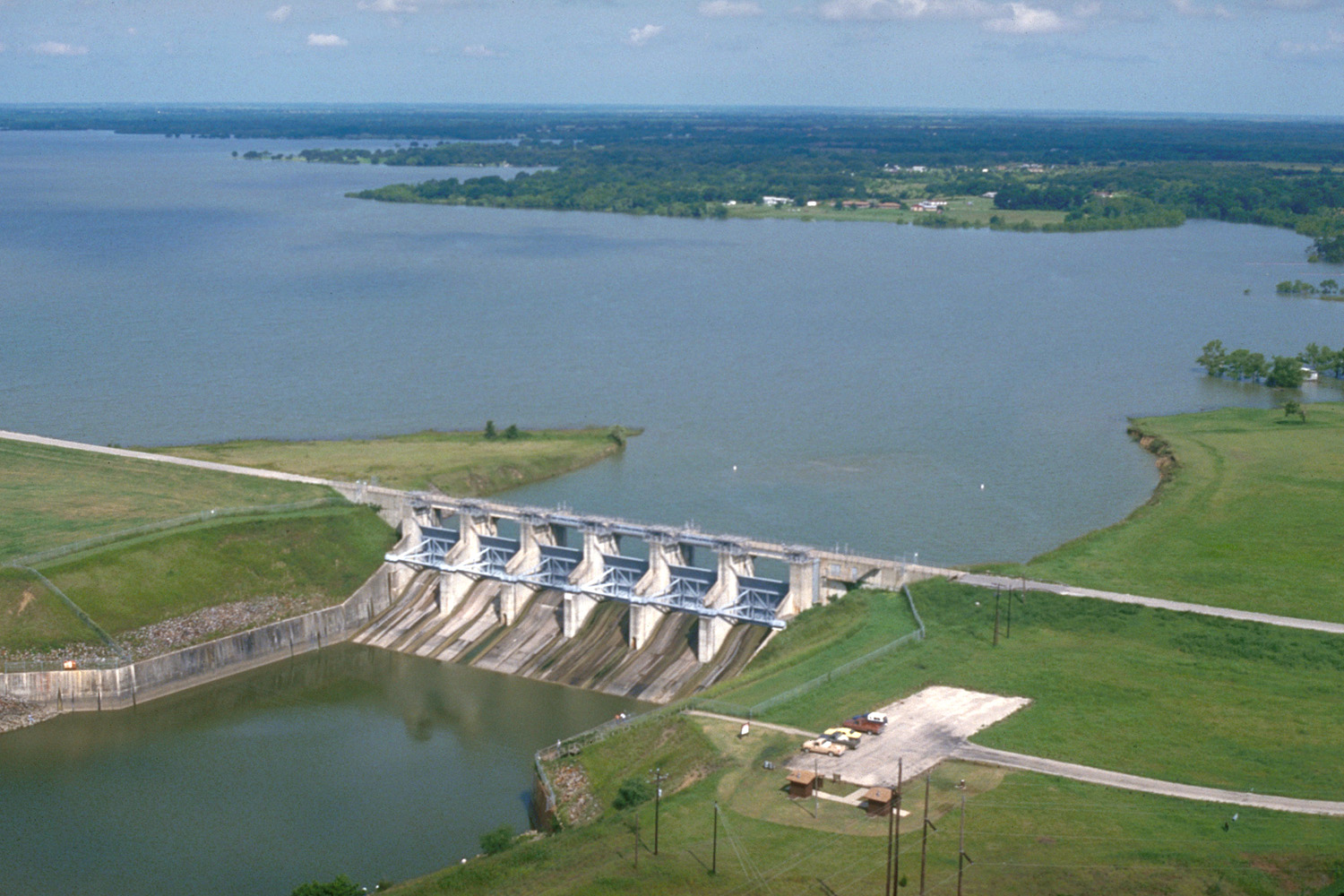
ナバロ・ミルズ湖とダム

アメリカ合衆国国勢調査局に拠れば、郡域全面積は1,086平方マイル (2,813 km2)であり、このうち陸地1,008平方マイル (2,611 km2)、水域は79平方マイル (205 km2)で水域率は7.23%である。

### 主要高規格道路
- 州間高速道路45号線
- アメリカ国道287号線
- テキサス州道14号線
- テキサス州道22号線
- テキサス州道31号線

### 隣接する郡
- ヘンダーソン郡 - 北東
- フリーストーン郡 - 南東
- ライムストーン郡 - 南
- ヒル郡 - 南西
- エリス郡 - 北西

## 人口動態
以下は2000年国勢調査による人口統計データである。
| 基礎データ - 人口: 45,124人 - 世帯数: 16,491 世帯 - 家族数: 11,906 家族 - 人口密度: 17人/km2（45人/mi2） - 住居数: 18,449軒 - 住居密度: 7軒/km2（18軒/mi2） 人種別人口構成 - 白人: 70.84% - アフリカン・アメリカン: 16.79% - ネイティブ・アメリカン: 0.46% - アジア人: 0.47% - 太平洋諸島系: 0.33% - その他の人種: 9.45% - 混血: 1.65% - ヒスパニック・ラテン系: 15.76% 年齢別人口構成 - 18歳未満: 27.2% - 18-24歳: 9.9% - 25-44歳: 26.9% - 45-64歳: 21.5% - 65歳以上: 14.4% - 年齢の中央値: 35歳 - 性比（女性100人あたり男性の人口） - 総人口: 97.0 - 18歳以上: 92.7 | 世帯と家族（対世帯数） - 18歳未満の子供がいる: 34.0% - 結婚・同居している夫婦: 55.7% - 未婚・離婚・死別女性が世帯主: 12.2% - 非家族世帯: 27.8% - 単身世帯: 24.1% - 65歳以上の老人1人暮らし: 12.0% - 平均構成人数 - 世帯: 2.65人 - 家族: 3.14人 収入と家計 - 収入の中央値 - 世帯: 31,268米ドル - 家族: 38,130米ドル - 性別 - 男性: 30,112米ドル - 女性: 20,972米ドル - 人口1人あたり収入: 15,266米ドル - 貧困線以下 - 対人口: 18.2% - 対家族数: 13.9% - 18歳未満: 23.1% - 65歳以上: 14.9% |

## メディア
ナバロ郡はダラス・フォートワースメディア市場に属している。地元ではテレビ局10局から放送が流されている。地理的にウェーコ都市圏に近いので、ウェーコ、テンプル、キリーンの放送局からも受信できる。また東テキサスのタイラー、ロングビュー、ジャクソンビルのメディア市場からも視聴できるものがある。郡内で発行される新聞としては「コーシカナ・デイリーサン」がある。

## 都市と町
| - コーシカナ - 郡庁所在地 - アンガス - バリー - ブルーミンググローブ - チャットフィールド - ドーソン - エムハウス - ユーレカ - フロスト - グッドロー - ケレンズ | - ミルドレッド - マスタング - ナバロ - オークバレー - パウェル - パードン - パースレー - リトリート - ライス - リッチランド |